# Wittich Freitag
Wittich Freitag (Blumenau, 7 de julho de 1922 — Joinville, 16 de outubro de 1998) foi um empresário e político brasileiro.
Freitag foi fundador de diversas empresas, entre as quais a Consul. Nomeado pelo Governador Celso Ramos, ele presidiu a Empresa Sul Brasileira de Eletricidade S.A. (Empresul), precursora da Celesc, de 1962 até 1964.
Filiado inicialmente à Aliança Renovadora Nacional (ARENA) e posteriormente ao Partido da Frente Liberal (PFL), foi vereador antes de tornar-se, entre 1983 e 1988, prefeito de Joinville, quando foi considerado, pela Revista Veja, como o melhor administrador municipal do Brasil. Também foi deputado estadual pela Assembleia Legislativa de Santa Catarina. Se elegeu novamente prefeito de Joinville em 1992, ao derrotar Luiz Henrique da Silveira, exercendo o cargo entre 1993 e 1996.
Morreu em razão de hemorragia intestinal.